# Dom Marynarza w North Shields
Dom Marynarza w North Shields (ang. North Shields Sailors' Home lub Old Customs House) – dom noclegowy dla marynarzy zlokalizowany w angielskim North Shields w hrabstwie Tyne and Wear przy Borough Road. Stanowi zabytek II stopnia.

## Historia
Obiekt został wzniesiony w latach 1854-1856 przez Algernona Percy'ego, 4. księcia Northumberland i otwarty 21 października 1856 (kosztował 8.000 funtów). Intencją fundatora było odciągnięcie marynarzy od kwater przy Low Street nie posiadających współcześnie dobrej reputacji. Projektantem był Benjamin Green. W dniu otwarcia książę mianował sekretarzem domu George'a Frencha, który miał pozostać na tym stanowisku aż do przejścia na emeryturę pod koniec 1888. Wkrótce jednak zarządzający majątkiem księcia uznali, że sprawami obiektu lepiej zajmie się kobieta i ogłosili, że na nadzorcą zostanie wybrana spośród 220 kandydatek panna Owen z Shrewsbury. 
Obiekt miał 80 miejsc dla marynarzy. Z powodu braku wsparcia finansowego został zamknięty pod koniec grudnia 1938.

## Architektura
Budynek jest podpiwniczony, wzniesiony z ciosów piaskowcowych, kryty dachem łupkowym. Profilowane parapety okien pierwszego piętra są ozdobione opaskami, fryzami i frontonami. Okna są skrzydłowe (podnoszone) ze szprosami.